# آسترونومی (مجله)
آسترونومی (به انگلیسی: Astronomy Magazine) یک مجلهٔ آمریکایی در زمینهٔ نجوم است که از سال ۱۹۷۳ هر ماه منتشر می‌شود.

## نام
نام این مجله کلمه Astronomy، به معنای نجوم یا ستاره شناسی است.

## تاریخچه
استیو والتر این مجله را در ۲۹ سالگی بنیان می‌گذارد و اولین شماره آن را در ماه اوت ۱۹۷۳ در ۴۸ صفحه، با پنج مقاله اصلی و اطلاعاتی درباره اجرام آسمانی قابل رویت در آن ماه، به چاپ می‌رساند.

## چاپ

### مکان
در آمریکا وکانادا چاپ و منتشر می‌شود .

### زمان
این مجله ماهنامه‌است

### قیمت
در آمریکای شمالی ۵ دلار و ۹۵ سنت، در کانادا ۶ دلار و ۹۵ سنت .

## مسئولین
سردبیر:دیویدی جی بلچر